# Нор-Кянк (Арарат)
Нор-Кянк (вірм. Նոր Կյանք) — село в марзі Арарат, у центрі Вірменії. Село розташоване на автошляху Єреван — Степанакерт, за 8 км на північний захід від міста Арарата, за 9 км на південний схід від міста Арташата, за 6 км на південь від села Нор-Угі, за 4 км на південний схід від села Таперакана, за 3 км на схід від села Покр-Веді, за 1 км на північний захід від села Воскетапа, за 1 км на захід від села Аралеза.